# Беренфанг
Беренфанг (нем. Bärenfang — «ловля медведей») — традиционный ликёр немецкой кухни, специалитет восточнопрусской кухни. Сейчас также производится в земле Мекленбург-Передняя Померания.
Ликер изначально использовали как приманку во время охоты на медведя. Мед смешивали с алкоголем и клали в ловушку, после чего захмелевшего зверя было легче словить. 
Состоит в основном из мёда, который смешивается с водкой или каким-либо другим напитком с высоким содержанием алкоголя и настаивается несколько дней с палочкой корицы и лимонной цедрой. Ликёр не должен храниться в холоде, иначе мёд засахарится.

## Разливной беренфанг
Знатоки предпочитали разливной беренфанг, который собственноручно готовили хозяева питейных заведений. Но можно было купить и медовый шнапс, изготовленный на заводе. Самой известной была фирма «Тойке-Кёниг» в Кёнигсберге, выпускавшая напиток под фирменным названием Bärenjäger. В продаже постоянно были чудесной формы фляжки с декоративным плетением из лыка или соломы. Каждый производитель имел свои этикетки. Обычно на них был изображен разоряющий ульи бурый медведь. На этикетках можно было прочитать завлекающие изречения или короткие стишки.